# Gilles von dem Buschoffsstave
Gilles (Egidius) von dem Buschoffsstave (* 15. Jahrhundert in Aachen; † 16. Jahrhundert) war  ein deutscher Schöffe und Bürgermeister der Reichsstadt Aachen.

## Leben und Wirken
Gilles von dem Buschoffsstave war der Sohn des Peter von dem Buschoffsstave und einer gewissen Zillien (Cäcilia); sein Familienname stammt von dem Gasthaus „zo den Buschofsstaeve“ („Zum   Bischofsstab“) ab, das sich bereits seit mehreren Generationen im Familienbesitz befunden hatte und im Bereich des damaligen Radermarkts, dem heutigen Münsterplatz, stand. Er wurde im Jahr 1495 in den Schöffenstuhl aufgenommen und 1507 zum Schöffenbürgermeister der Stadt Aachen gewählt. Anschließend saß er noch einige Jahre als Ratsherr im Aachener Stadtrat.
Von dem Buschoffsstave war ein energischer Vertreter des bisherigen Systems der Zunftordnung von 1450 gemäß den Vereinbarungen des Aachener Gaffelbriefs und widersetzte sich vehement den Bestrebungen der Zünfte und deren Splissen (Unterorganisationen) dieses Regelwerk zu reformieren und den erstarkten Zünften mehr Mitspracherecht einzuräumen. Von seiner Einstellung zeugen mehrere Prozesse, bei denen er unter anderem auch wegen Meineid und Verleumdung angeklagt worden war. Nachdem diese Anschuldigungen vor dem Reichskammergericht (RKG) gelandet waren, wurde dem Schöffen von dem Buschoffstave auferlegt, aus dem Schöffenstuhl auszutreten. Auch ein neuerlicher Antrag seinerseits beim RKG zur Wiederaufnahme in den Schöffenstuhl blieb ohne Erfolg. Schließlich gehörte er beim Ausbruch der öffentlichen Unruhen im Jahr 1513 anlässlich besagter Novellierung der Zunftordnung zu den ersten, die die Stadt fluchtartig Richtung Kornelimünster verließen. Eine neuerliche Anklage gegen ihn wegen Anstiftung zum Mord landete 1514 wiederum vor dem RKG, wobei die Urteilsfindung nicht überliefert ist. Sicher ist jedoch, dass von dem Buschoffstave seine Schöffentätigkeit ab 1512 einstellen musste und über seinem weiteren Lebensweg nichts Weiteres bekannt ist.
Gilles von dem Buschoffstave war verheiratet mit Katharina Schanternell, die wegen angeblicher Unterschlagung von Lebensmitteln während des Aufstandes für 14 Tage ins Gefängnis musste. Das Ehepaar hatte zwei Töchter.